# Radó Sándor (pszichoanalitikus)
Radó Sándor (1898-ig Rothmann, Kisvárda, 1890. január 8. – New York, 1972. május 14.) magyar pszichoanalitikus, Sigmund Freud munkatársa, a pszichoanalízis úttörője.
Peter Gay szerint „Budapest a legkiválóbb analitikus tehetségeket termelte; elég említeni Ferenczit, Alexander Ferencet vagy Radó Sándort."

## Élete
Radó (Rothmann) Adolf és Rosenblütl Kornélia gyermeke. Radó orvosi képesítésének megszerzése után, 1915-ben ismerte meg Sigmund Freudot, és elhatározta, hogy pszichoanalitikus lesz. Először Sigmund Freud korábbi kezeltje, Révész Erzsébet analizálta, majd Berlinbe költözése után Karl Abraham vette át ezt a szerepet. Szerkesztette a Internationale Zeitschrift für Psychoanalyse c. folyóiratot. A Magyarországi Tanácsköztársaság (1919) idején Radónak volt annyi befolyása, hogy elérje Kun Bélánál Ferenczi Sándor egyetemi tanári kinevezését. Ferenczi így a pszichoanalízis első egyetemi tanárává vált a világon. 1919. november 13-án Budapesten, az V. kerületben házasságot kötött Révész Erzsébettel, Révész Vilmos és Berger Flóra lányával. 1922-ben Berlinbe költözött, s Karl Abraham mellett tanára volt a Berlini Pszichoanalitikus Intézetnek. Radó Freud személyes kérésére 1931-ben az Amerikai Egyesült Államokba utazott, ahol a New York-i Pszichoanalitikus Intézetben dolgozott, majd a Columbia Egyetem pszichiátriai intézetének igazgatója lett. New Yorkban hunyt el.

## Kiadott műve
- Psychoanalysis of Behavior: Collected Papers 1-2. (New York-London, 1956)

## Fordítás
- Ez a szócikk részben vagy egészben  a   Sandor Rado című angol Wikipédia-szócikk fordításán alapul.  Az eredeti cikk szerkesztőit annak laptörténete sorolja fel. Ez a jelzés csupán a megfogalmazás eredetét és a szerzői jogokat jelzi, nem szolgál a cikkben szereplő információk forrásmegjelöléseként.
- Ez a szócikk részben vagy egészben  a   Sandor Rado című német Wikipédia-szócikk fordításán alapul.  Az eredeti cikk szerkesztőit annak laptörténete sorolja fel. Ez a jelzés csupán a megfogalmazás eredetét és a szerzői jogokat jelzi, nem szolgál a cikkben szereplő információk forrásmegjelöléseként.
- Ez a szócikk részben vagy egészben  a   Sándor Radó (psicoanalista) című olasz Wikipédia-szócikk fordításán alapul.  Az eredeti cikk szerkesztőit annak laptörténete sorolja fel. Ez a jelzés csupán a megfogalmazás eredetét és a szerzői jogokat jelzi, nem szolgál a cikkben szereplő információk forrásmegjelöléseként.